# Лошади на войне

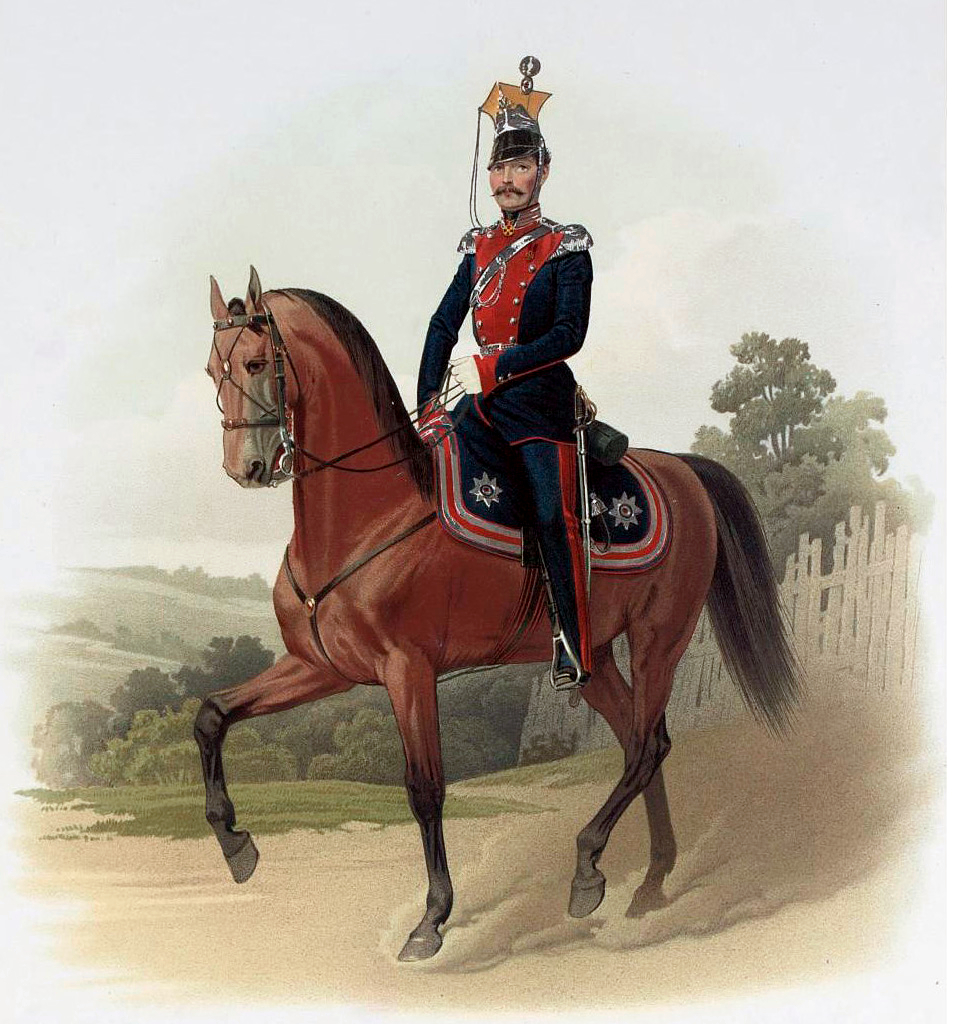
Пиратский К. К. Штаб-офицер Лейб-гвардии Уланского Его Величества полка. 1855 год

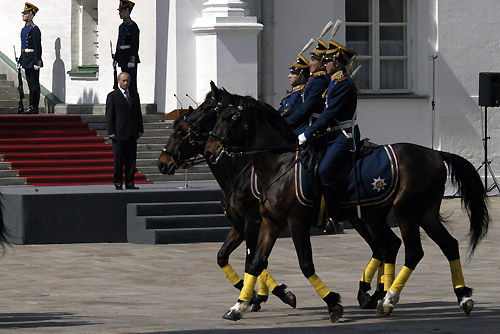
Кавалерийский почётный эскорт Президентского полка.

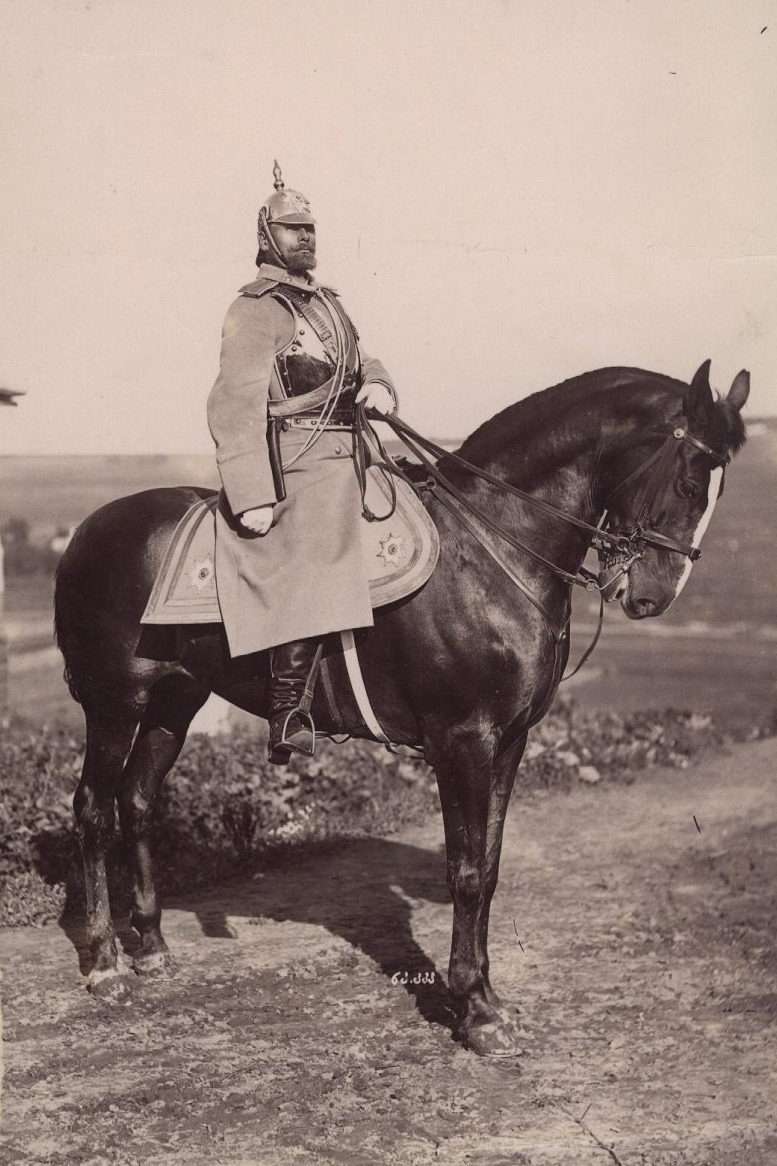
Красное село. Ротмистр Кирасирского полка Её Величества, в зимнем обмундировании, 1892 год

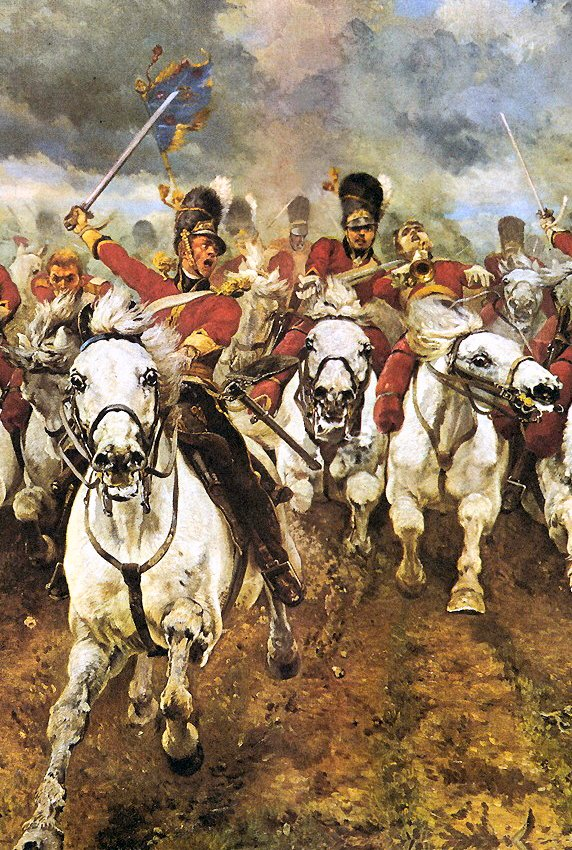
Картина леди Батлер «Шотландия навсегда!» изображающая кавалерию в битве при Ватерлоо.

Лошади на войне (Лошадь в военном деле) — использование лошадей в военном деле, как в мирное время так и в военное (на войне, в военных и боевых действиях) в коннице (кавалерии), артиллерии и так далее..
В связи с развитием цивилизаций, совершенствовалось и военное дело, в том числе и его конная часть. Впервые человеком, свыше 5 000 лет тому назад, были использованы лошади. Первые свидетельства того, что в боевых действиях участвовали и лошади относятся к 4000 — 3000 годам до нашей эры. Использование лошади в военном деле продолжается до сих пор, но уже в меньших количествах.

## История
Впервые лошади на войне были использованы свыше 5000 лет тому назад. Первые свидетельства того, что на лошадях ездили в ходе боевых действий относятся к 4000—3000 до н. э. До нас дошли шумерские военные иллюстрации, созданные около 2500 до н. э., которые изображают конные повозки. К 1600 до н. э. по всему Древнему Ближнему Востоку распространилась усовершенствованная упряжь и колесница. Самое раннее руководство по подготовке лошадей для колесниц было написано примерно в 1350 до н. э. Постепенно на смену колесницам пришла кавалерия и в 360 году до н. э. греческий кавалерийский офицер Ксенофонт составил обширный трактат, посвящённый искусству верховой езды. Эффективность использования лошадей возрастала по мере совершенствования технологий, включая изобретение седла, стремян и, позднее, хомута.
Тип используемых лошадей зависел от способа ведения военных действий. Лошади хорошо подходили для военной тактики степных кочевых народов Центральной Азии. В некоторых восточноазиатских культурах существовали как кавалерия, так и колесницы. В ходе своих кампаний 7—8 века н. э. в Северной Африке, Азии и Европе мусульманские воины полагались в основном на кавалерию, а самыми известными представителями тяжёлой кавалерии в то время были европейские рыцари. С появлением огнестрельного оружия снова возросло значение лёгкой кавалерии, которая участвовала в европейских войнах и завоевании Америки. В некоторых сражениях наполеоновских войн она сыграла решающую роль. В Северной и Южной Америке некоторые племена индейцев переняли тактику ведения военных действий верхом на лошадях, а мобильные конные полки были важной боевой единицей в Гражданской войне в США.
После Первой мировой войны с появлением танков использование кавалерии постепенно прекратилось, хотя несколько кавалерийских формирований участвовали во Второй мировой войне. К концу Второй мировой войны лошади редко оказывались на поле боя, но их продолжали использовать как гужевой транспорт. В настоящее время в армии кавалерия практически прекратила своё существование, хотя Силы специального назначения Армии США использовали лошадей во время вторжения США в Афганистан в 2001 году. Лошади остаются на вооружении в армиях стран третьего мира. Сохраняются небольшие конные формирования в полиции, а также для патрулирования, рекогносцировки, церемоний и тренировок.

## Типы лошадей, использовавшихся в военном деле
Фундаментальным принципом подхода к конформации лошади является её функциональность. Поэтому тип используемых лошадей определяли виды выполняемых работ, вес, который нужно тянуть и протяжённость дистанции следования. Вес всадника влияет на скорость движения и выносливость лошади, поэтому необходим компромисс: дополнительная броня обеспечивает защиту, но её вес сокращает максимальную скорость. Одни народы отдавали предпочтение какому-то определённому типу лошадей, другим для выполнения разнообразных задач требовались разные лошади. Например, рыцари приезжали на поле битвы на выносливых и быстрых лёгких лошадях, а для участия в битве пересаживались на более тяжёлых, способных выдержать большой вес их брони.
В среднем лошадь способна нести вес, составляющий до 30 % её собственного веса. Масса груза, который она может тянуть, намного больше и зависит от строения лошади, типа повозки, состояния дороги и прочих факторов. При тяговом усилии 60 кг и коэффициенте сопротивления воза 0,05 величина нагрузки будет равна 60:0,05=1200 кг, грузоподъемность составит 1200 кг минус вес повозки. Лошади, запряжённые в колёсное транспортное средство, по асфальтированной дороге могут потянуть груз весом в восемь раз больше их собственного веса. Таким образом, упряжные лошади также различаются по размеру и при их использовании необходим компромисс между скоростью и грузоподъёмностью, как и в случае с верховыми лошадьми. Лёгких лошадей запрягали в небольшие быстрые колесницы. А тяжёлые обозы и артиллерийские орудия тянули упряжки из нескольких тяжеловозов. Способ запряжки также играл роль: с хомутом лошадь обладает большей грузоподъёмностью, чем с подперсьем.

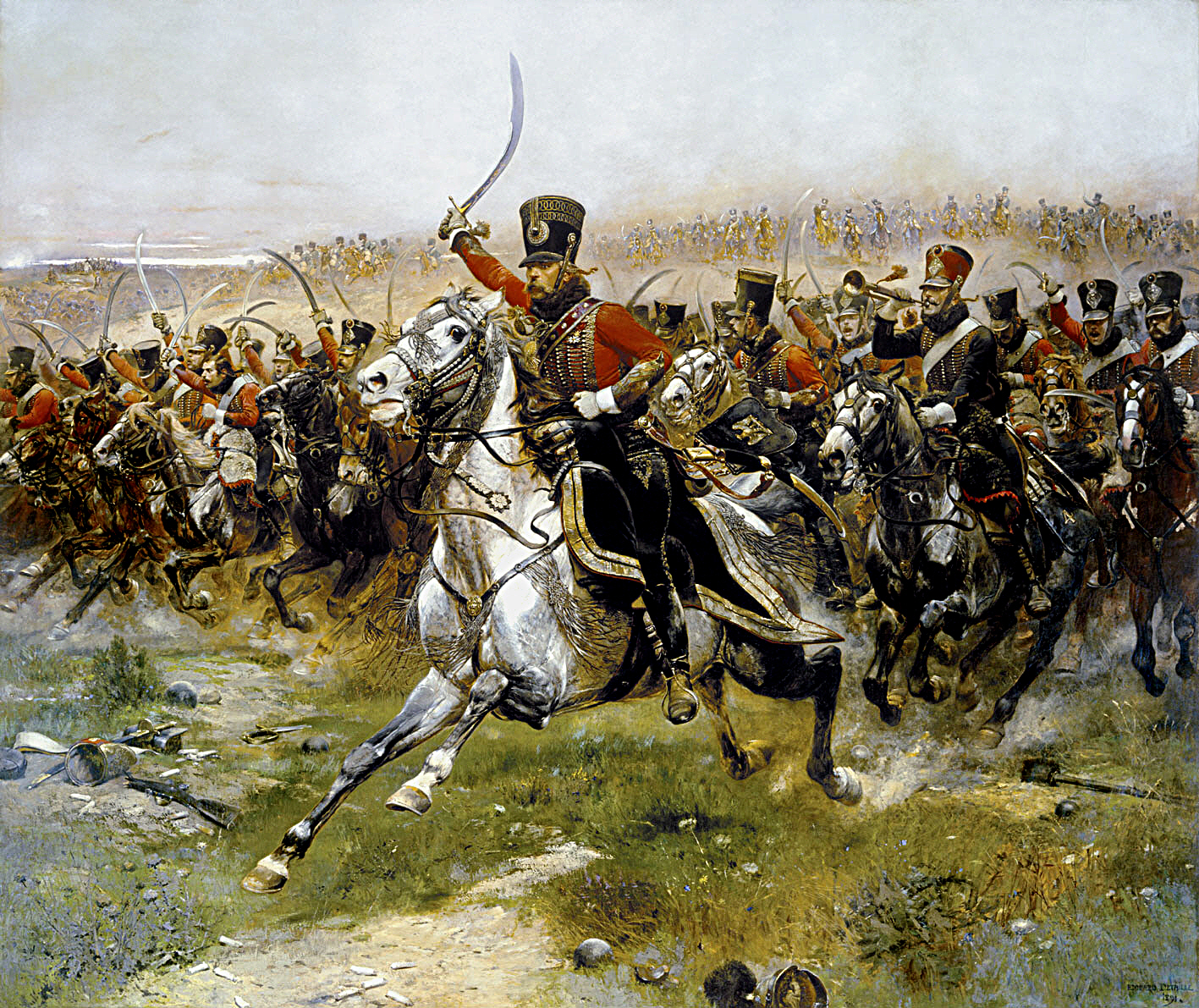
Лёгкая кавалерия активно принимала участие в сражениях XV—XIX вв. На картине изображена гусарская атака в ходе Наполеоновских войн

На окончание XIX и начало XX столетий, в гвардии и армии Вооружённых Сил Российской Империи, по новому «Положению о покупке лошадей для армии», от 1909 года, все вообще лошади делились на:
- 1) казённо-офицерских[16][17][18];
- 2) верховых[18];
- 3) орудийных[18];
- 4) вьючных[18][19].

Также в Русских войсках были гвардейские, армейские, подъёмные, запасные, обозные и другие лошади.
В 1930-х годах, лошади в зависимости от назначения, которое они получали в ВС Союза ССР различались по следующим типам:
- верховой (для укомплектования конницы);
- артиллерийский (для укомплектования артиллерии);
- вьючный (для укомплектования горных войск);
- обозный[20].

К каждому из этих типов военной лошади Красной Армии предъявлялись специальные требования в отношении экстерьера и производительности. Военная лошадь должна была обладать способностью преодолевать в короткий срок большие расстояния по любым дорогам и без дорог во всякую погоду, в любое время года и суток, а также должна была обладать отличным, устойчивым здоровьем, неприхотливостью к климату и корму.

### Лёгкий тип
В военных действиях, требовавших скорости, выносливости и подвижности, участвовали лёгкие восточные лошади, предки современных арабов, берберийцев и ахалтекинцев. Ростом в холке они были 122—152 см, а весили 360—450 кг. У всадников была лёгкая амуниция и оружие: лук, дротик, копьё, позднее, винтовка. Таких лошадей изначально использовали в небольших колесницах, для совершения набегов и в лёгкой кавалерии.
Лошади относительно лёгкого типа играли важную роль во многих культурах, включая древних египтян, монголов, арабов и индейцев. На Древнем Ближнем востоке были широко распространены небольшие двухместные колесницы, предназначенные для возницы и воина. В Средневековой Европе лошадей такого типа называли ронсенами.

### Средний тип

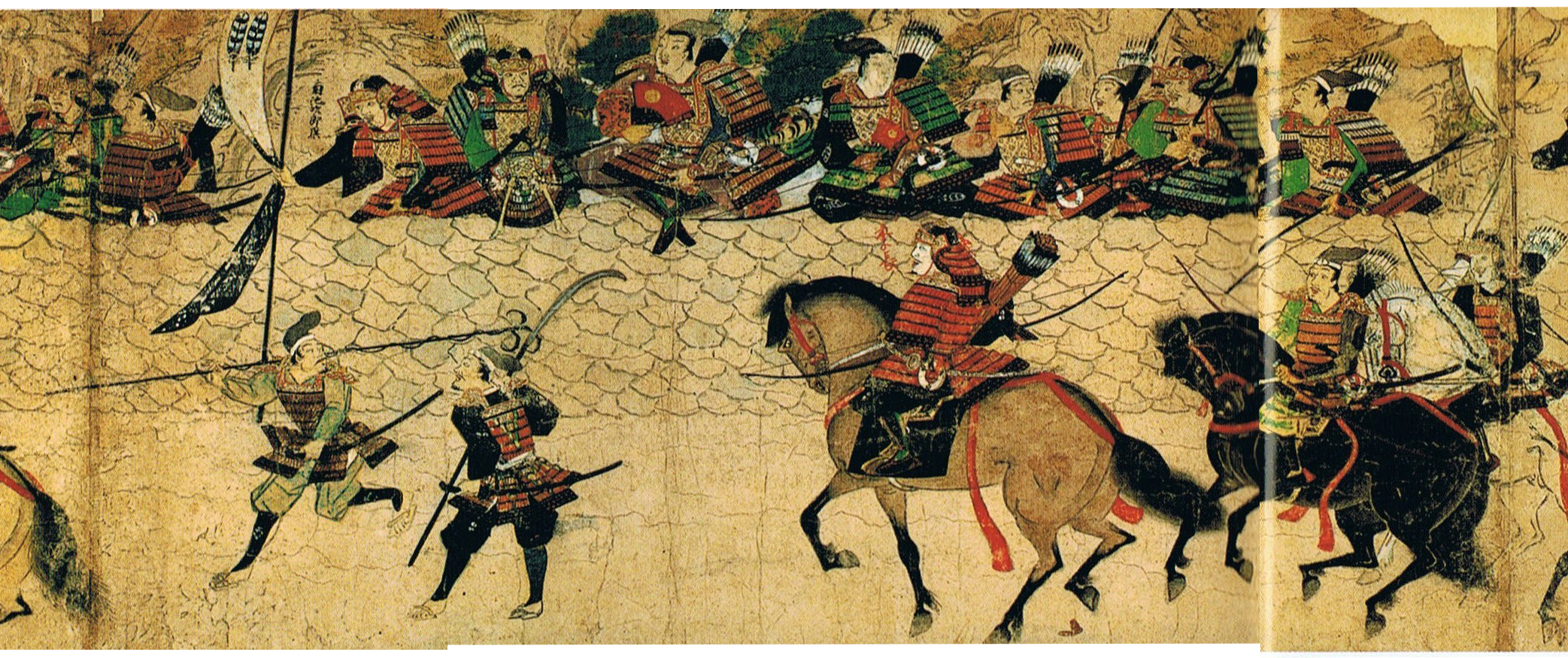
Японские самураи верхом на лошадях среднего типа готовятся отразить нападение (1293 г.)

Лошади среднего типа появились в Железном веке, когда у людей возникла потребность перевозить тяжёлые повозки, например, колесницы, способные нести более двух человек, а лёгкая кавалерия превратилась в тяжёлую. Самой первой культурой, у которой появились высокие и крупные лошади, стали скифы. В Европе появились специализированные конные артиллерийские подразделения, помогавшие совершать орудийные манёвры. Входившие в них коренастые лошади были ростом в холке 147—163 см, а весили 450—540 кг. В целом они были достаточно проворны в бою, но уступали лёгким лошадям по скорости и выносливости. В Средние века крупных лошадей подобного типа называли дестриэ. Они были похожи на барочных и тяжёлых полукровных лошадей. Позднее лошади, подобные современным полукровным лошадям, составили основу европейской кавалерии.

### Тяжёлый тип
Начиная со Средних веков в Европе распространились предшественники современных рабочих лошадей, крупные лошади, вес которых колебался в пределах 680—910 кг. Они обладали большой грузоподъёмностью и сохраняли спокойствие во время битвы. Некоторые историки считают, что именно на них ездили тяжеловооружённые рыцари позднего Средневековья, хотя другие авторы склоняются, что дестриэ, боевые рыцарские кони, были скорее среднего типа. Возможно, наиболее лёгкие лошади этой категории стали предками першеронов, подвижных для своего размера и физически способных совершать манёвры во время боя.

### Пони
В 1813 году в драгунских полках Британской армии числилось 340 голов пони ростом в холке около 147 см и 55 голов ростом около 142 см.

### Прочие лошадиные
Помимо лошадей на войне использовали и других представителей семейства. Начиная с античности и до наших времён ослы служили вьючными животными. Мулов также использовали как вьючный транспорт и под верхом. Поскольку мулы спокойнее и выносливее лошадей, они хорошо подходили для выполнения сложных транспортных задач, таких как перевозка припасов по пересечённой местности, тем не менее под обстрелом они хуже взаимодействуют с людьми, поэтому они не годились для буксировки артиллерии на поле боя.

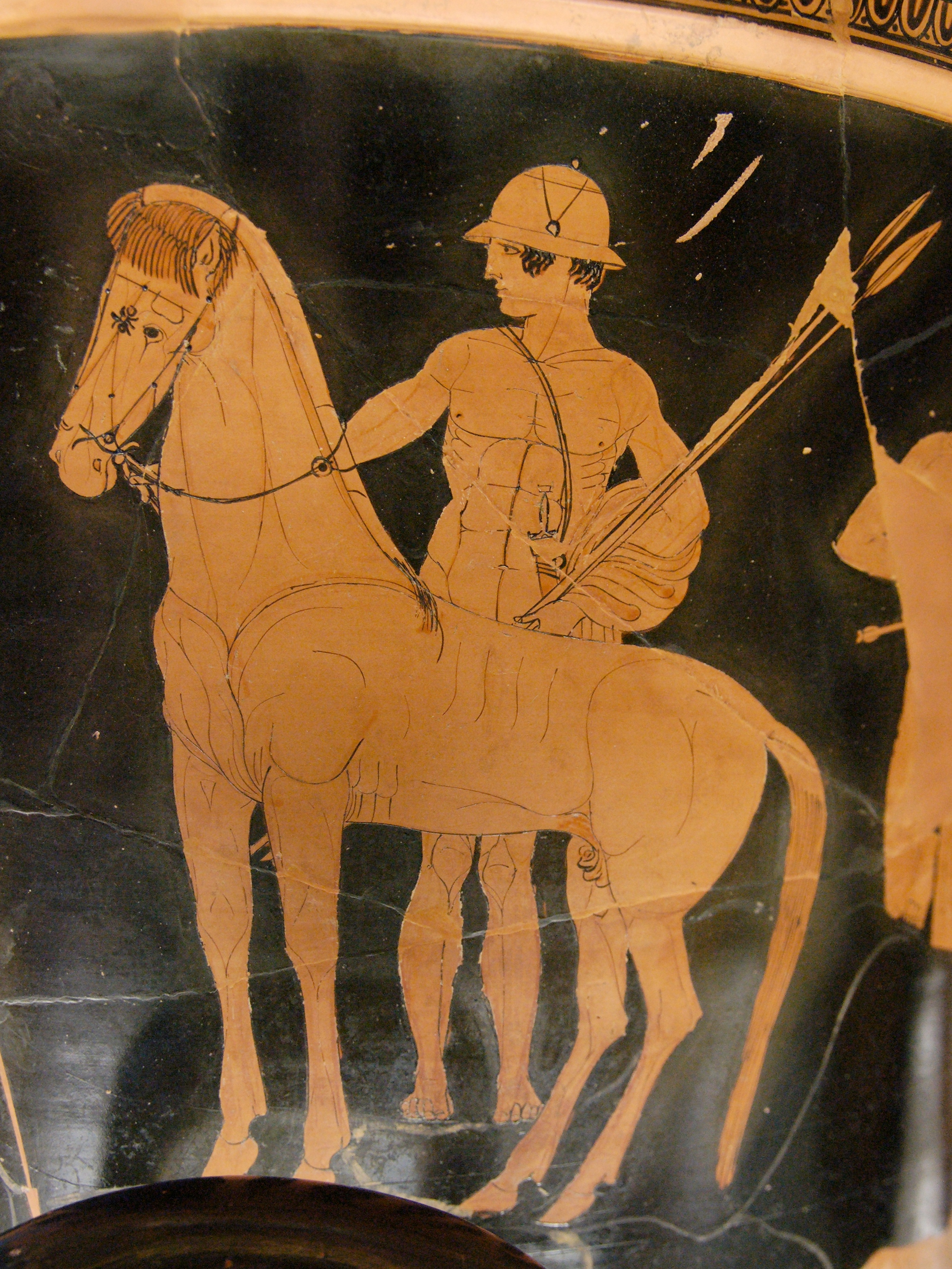
Краснофигурный рисунок на кратере (460—450 гг. до н. э, Орвието, Вольсинии) с изображение Кастора с пилосом на голове, сцена высадки аргонавтов

## Тренировка и использование
Самым древним руководством по подготовке лошадей для боевых колесниц было создано в 1350 до н. э. хурритским автором Киккули. Примерно в 360 году до н. э. Ксенофонт написал трактат «Гиппика и Гиппарх» о работе с верховыми лошадьми для древнегреческой кавалерии. Самая ранняя рукопись о лошадях принадлежала перу Чанакьи и появилась около 323 года до н. э.
Вне зависимости от цели (работа под верхом или в упряжи), главной задачей подготовки было преодоление естественного инстинкта лошади обратиться в бегство от шума, запаха крови и суматохи сражения. Кроме того, лошадей обучали не пугаться неожиданных движений вооружённого человека, избегать оружия, в ближнем бою бить передом, кусаться и отбивать задом.
В большинстве культур верховых боевых лошадей обучали реагировать в первую очередь на шенкель и баланс всадника, поводьям отводилась второстепенная роль. Их приучали нести на себе снаряжение и броню, а также вооружённого и снаряженного всадника. Для боевой лошади очень важны были подвижность и баланс. Выездка появилась благодаря тому, что на войне требовалась послушная и манёвренная лошадь. Элементы Высшей школы, которые в настоящее время демонстрируют в Испанской школе верховой езды, берут своё начало на поле битвы. Хотя такие элементы, как крупада, баллотада и так далее вряд ли применялись в бою, поскольку они открывают живот лошади и делают животное уязвимым .
В боевые колесницы обычно запрягали двое — четверо лошадей, поэтому их обучали двигаться слаженно в непосредственной близости с другими животными в условиях сражения.

## Технологические новшества
Вероятно, в доисторические времена сначала на лошадях начали ездить верхом и позднее запрягать. Об этом можно судить лишь по скудным наскальным изображениям. Самым первым средством управления стала узда, которую изобрели вскоре после одомашнивания лошади. На зубах лошадей, найденных при археологических раскопках Ботайской культуры (3500—3000 лет до н. э.), Казахстан, были обнаружены самые ранние следы от удил.

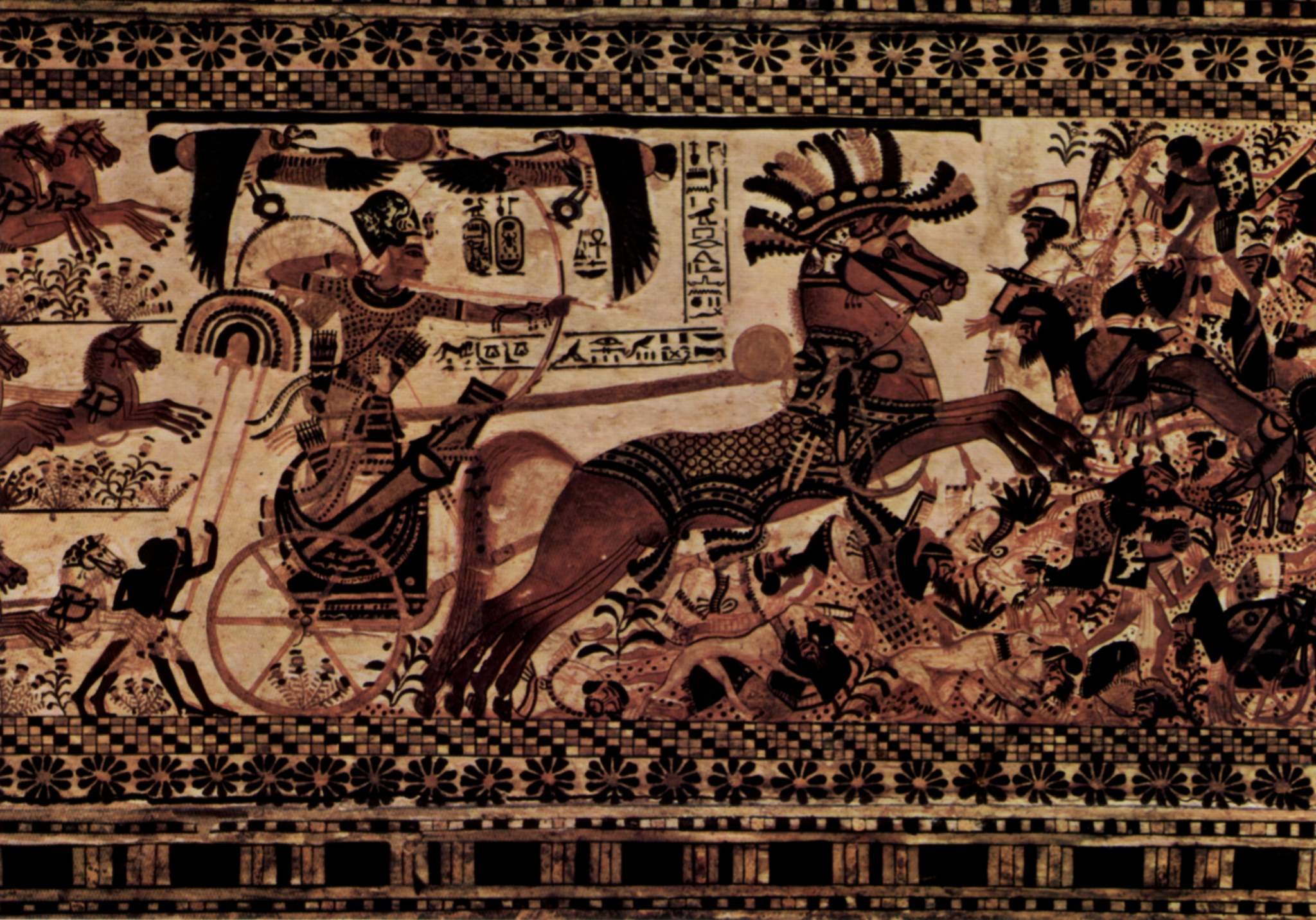
В боевых действиях в Древнем Египте принимали участие лучники на колесницах

### Упряжь и повозки
Изобретение колеса стало крупным технологическим новшеством, которое дало начало боевым колесницам. Сначала лошадей и онагров привязывали к колёсным телегам как волов с помощью ярма вокруг шеи. Однако подобная конструкция не учитывала особенности анатомии лошади и ограничивала силу и подвижность животного. Во времена проникновения в Египет гиксосов (около 1600 лет до н. э.) появилось подперсье и шлея, которые позволили лошадям двигаться быстрее и повысили их грузоподъёмность.
Даже после того, как колесницы устарели и перестали служить боевыми единицами, потребность в технологических усовершенствованиях сохранилась, поскольку было необходимо перевозить тяжёлые повозки с провиантом и оружием. В 5 веке в Китае был изобретён хомут, дающий возможность лошадям тянуть больший груз по сравнению с ярмом и подперсьем, использовавшимися ранее. В Европе хомут появился в 9 веке, а к 12 веку получил широкое распространение.

### Амуниция для верховой езды

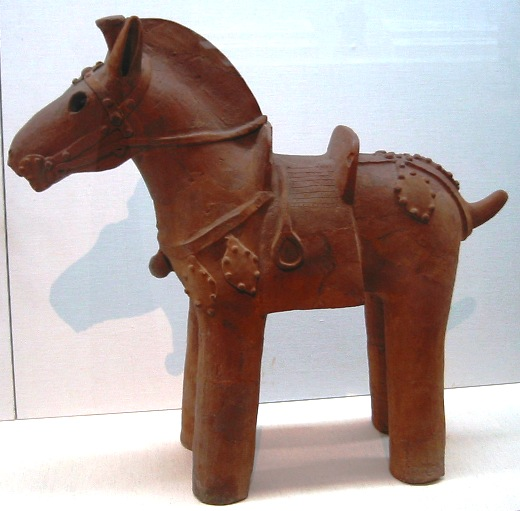
Японская керамическая скульптура лошади с седлом и стременами (период Кофун, Токийский национальный музей)

Самыми революционными изобретениями в этой категории были седло и стремена. Всадники быстро научились покрывать спину лошади, чтобы защитить их позвоночник и холку, несколько столетий для этой цели служила простая попона или чепрак, узда также оставалась примитивной. Чтобы лучше распределить вес всадника и защитить спину животного, некоторые народы стали использовать набивные подушки, напоминающие аналогичные элементы современного английского седла. И скифы и ассирийцы для повышения безопасности и комфорта клали на спину лошадей набитые войлоком подушки и крепили их с помощью подпруги. Ксенофонт упоминал об использовании мягких вальтрапов в кавалерии ещё в 4 веке до н. э.
Прочное седло с жёстким ленчиком, защищающее спину лошади и распределяющее вес всадника, получило широкое распространение лишь ко 2 веку н. э. Изобретение седла с жёстким ленчиком, которое обеспечивало большую безопасность при верховой езде, приписывают древним римлянам.
Изобретением, сделавшим кавалерию очень эффективной, стало стремя. За 500 лет до нашей эры в Индии всадники сохраняли баланс с помощью петли, в которую вставляли пятку, позднее единичное стремя служило вспомогательным средством при посадке верхом. Парные стремена впервые появились в Китае во времена династии Цзинь (около 322 год н. э.). После изобретения парных стремян, которые повысили устойчивость и мобильность всадника и обеспечили ему рычаг для использования оружия, кочевые группы, такие как монголы, восприняв эту технологию, получили решающее военное преимущество. К 7-му веку н. э. в основном из-за вторжения средне-азиатских кочевников, парные стремена появились в Европе. Причиной их распространения в Центральной Европе стали набеги аварских племён. Хотя в Европе стремена стали известны ещё в 8 веке, первые изображения и упоминания в тексте о них встречаются не ранее 9 века. В Северной Европе, включая Англию, они вошли в широкое употребление благодаря викингам IX—X вв.

## Тактика
Первые археологические находки, свидетельствующие об использовании лошадей в военных целях, датируются 3000—4000 тыс. до н. э. и расположены в евразийских степях, на территории современных Украины, Венгрии и Румынии. После одомашнивания лошадей люди в этих местах стали жить в укреплённых городищах, чтобы защититься от конных налётчиков, которые стремительно нападали и исчезали, делая невозможным преследование со стороны более оседлых народов. Проникнув на территорию современной Восточной Европы, степные кочевники способствовали распространению индо-европейских языков среди покорённых племён.
Есть свидетельства тому, что в ранней истории человечества лошадей использовали при ведении организованных военных действий. На шумерском Штандарте войны и мира, создание которого относится к 2500 тыс. до н. э., изображены предположительно онагры или мулы, тянущие четырёхколёсную повозку.

### Боевые колесницы
Среди наиболее ранних свидетельств использования колесниц можно отметить захоронения андроновской культуры, обнаруженные на территории современной России и Казахстана, датированные примерно 2000 г. до н. э. Самым старым документальным подтверждением, вероятно, является текст древний хеттский текст «Надпись Анитты» XVIII века до н. э., в котором упоминалось о 40 колесницах, участвовавших в осаде Салативары.
Доблестные колесницы хетты стали широко известны во всем древнем. Широкое распространение колеснице в войне на большей части Евразийской территории примерно совпадает с развитием композитного лука, известного из с 1600 г. до н. э. Дальнейшее совершенствование колёс и осей, а также инновации в вооружении вскоре привели к тому, что колесницы стали одной из основных боевых единиц бронзового века от Китая до Египта.
В Древний Египет колесничное военное дело привнесли гиксосы. Самый старый сохранившийся текст, в котором упоминаются боевые колесницы, — это хеттский трактат Киккули, который датируется примерно 1350 г. до н. э. и посвящён в частности уходу за лошадьми. Колесницы существовали и в минойской цивилизации, что доказывает их упоминание в инвентарных списках из Кносса на Крите, датированных примерно 1450 г. до н. э. В Китае в захоронениях колесницы встречаются начиная с эпохи династии Шан (1600—1050 до н. э.). Наивысший расцвет колесничного дела пришёлся на период Чуньцю (770—476 до н. э.), хотя их продолжали использовать вплоть до 2 века до н. э.
Описания такстической роли колесниц в Древней Греции и Древнем Риме встречаются довольно редко. В Илиаде, вероятно, упоминается микенская практика, существовавшая c. 1250 до н. э., когда колесницы использовали для перевозки воинов в ходе боя, а не для фактического сражения. Позднее Юлий Цезарь, вторгшийся со своими войсками в 55—54 гг. до н. э. в Британию в 55 и 54 гг. До н. э., заметил, что британские колесничие в бою сначала бросали копья, а затем оставляли свои колесницы, чтобы сражаться пешими.

### Кавалерия
Ранними примерами использования лошадей в бою служат конные лучники или метатели копий времён царствованиям ассирийских правителей Ашшурнацирапал II и Салманасара III. Однако их посадка не позволяла быстро скакать, а чтобы лучник мог стрелять, лошадей держал проводник, стоящий на земле. Таким образом, эти лучники были скорее конными пехотинцами, чем настоящей конницей. Ассирийцы развивали конницу в ответ на вторжение кочевых народов с севера, таких как киммерийцы, которые проникли в Малую Азию в 8 веке до н. э. и во время правления Саргона II примерно в 721 году до н. э. захватили часть Урарту. Конные воины, такие как скифы также оказали влияние на этот регион в 7 веке до н.э. В царствование Ашшурбанапала в 669 г. до н. э. ассирийцы научились сидеть на лошадях в классической верховой посадке, можно сказать, что именно тогда появилась настоящая лёгкая кавалерия.